# Frente de Unidad Nacional
El Frente de Unidad Nacional (también conocido por su sigla UN) es un partido político centrista de Bolivia fundado el 12 de diciembre de 2003 por el exmilitante del MIR Samuel Doria Medina.

## Historia
Fue fundado el 12 de diciembre de 2003 por Samuel Doria Medina, que se había retirado del Movimiento de Izquierda Revolucionaria a inicios de ese año. El partido ganó la alcaldía de El Alto en las elecciones subnacionales de 2015, teniendo así una de las 10 alcaldías más importantes de Bolivia. El partido es identificado con la empresa cementera de Doria Medina, Sociedad Boliviana de Cemento (Soboce).
Al describirse a sí mismo, Unidad Nacional enfatiza en políticas económicas pro-desarrollo y apoyo para la gobernabilidad democrática. Su declaración de principios señala que busca "una Bolivia democrática con solidaridad, en completo desarrollo, respetuoso de los derechos humanos, consciente de su diversidad, y forjando su propio destino". Al fundar el partido, Doria Medina señaló que debían existir políticas que favorecieran a "aquellos empresarios que generan empleo y están ausentes de la toma de decisiones a nivel nacional". El partido busca posicionarse como una tercera fuerza moderada en la política boliviana. Su base electoral es la clase media urbana.
En las elecciones legislativas de 2005, el partido obtuvo el 7,8% de los votos y 8 de 130 escaños en la Cámara de Diputados y 1 de 27 escaños en el Senado. Su candidato presidencial, Doria Medina, obtuvo el 7,8% de los votos.
En las elecciones de 2009, Samuel Doria Medina compitió nuevamente y obtuvo el 5,65% de los votos. El partido obtuvo 3 escaños en la Cámara de Diputados pero ninguno en el Senado. En 2013, el Tribunal Supremo Electoral de Bolivia certificó una lista de 68.944 miembros, aunque el partido señala tener más de 120.000 en sus registros.
En las elecciones de 2014, UN formó una coalición con el Movimiento Demócrata Social, formando así a Unidad Demócrata(UD), quien postuló a Doria Medina como candidato a presidente y obtuvo el 24,23% de los votos.
En las Elecciones subnacionales de Bolivia de 2010, UN formó alianzas con Consenso Popular en los departamentos de Cochabamba y Chuquisaca (mediante las coaliciones Todos por Cochabamba (TPC) y Todos Somos Chuquisaca respectivamente), convirtiéndose en la mayor agrupación de oposición. Compitiendo de manera independiente, fue el tercer mayor partido en los departamentos de La Paz y Oruro. A nivel municipal, el partido no ganó en ninguna elección, después de haber obtenido el control de 16 municipios en 2004. Obtuvo representación municipal en La Paz, El Alto, Cochabamba y Oruro. En El Alto, Soledad Chapetón fue estrechamente derrotada por el candidato del MAS Edgar Patana, mientras que el partido obtuvo 3 de 11 escaños en el municipio.
En marzo de 2017 Unidad Nacional fue aceptada en la Internacional Socialista.

## Resultados electorales

### Presidenciales
|  | 7.79 % |

|  | 5.65 % |

|  | 24.23 % |

|  | 36.51 % |

|  | 19.86 % |

### Parlamentarias
|  | 7.79 % |

|  | 5.65 % |

|  | 24.23 % |

|  | 36.51 % |

|  | 19.86 % |

### Subnacionales
| Año  | Candidato    | Votos  | %                | Posición | Resultado | Notas |
| ---- | ------------ | ------ | ---------------- | -------- | --------- | --- |
| 2021 | Jeanine Áñez | 26 620 | \| \| 13.29 % \| | (3°)     | No electa | Como parte de la alianza AHORA! Por Un Beni Productivo Ver lista - Frente de Unidad Nacional (UN) - Hagamoslo por Trinidad |
|      | 13.29 %      |        |                  |          |           | |

|  | 26.00 % |

|  | 8.96 % |

|  | 14.90 % |

|  | 8.07 % |

|  | 1.37 % |

| Año  | Candidato    | Votos  | %                | Posición | Resultado | Notas |
| ---- | ------------ | ------ | ---------------- | -------- | --------- | --- |
| 2021 | Paola Pinaya | 39 714 | \| \| 15.37 % \| | (3°)     | No electo | Como parte de la alianza Un Sol Para Oruro (SOL) Ver lista - Frente de Unidad Nacional (UN) - Sol Oruro (SOL) |
|      | 15.37 %      |        |                  |          |           | |

| Año  | Candidato           | Votos | %                | Posición | Resultado | Notas |
| ---- | ------------------- | ----- | ---------------- | -------- | --------- | --- |
| 2021 | Carmen Eva Gonzales | 7 038 | \| \| 13.05 % \| | (3°)     | No electo | Como parte de la alianza Comunidad Integración Democrática (CID) Ver lista - Creemos - Comunidad Ciudadana - Frente Revolucionario de Izquierda (FRI) - Frente de Unidad Nacional (UN) - Movimiento Demócrata Social (MDS) - Columna de Integración |
|      | 13.05 %             |       |                  |          |           | |

|  | 38.05 % |

|  | 54.44 % |